# Song (Nigeria)
Pour les articles homonymes, voir Song (homonymie).
Song, (en Yoruba Agbègbè Ìjọba Ìbílẹ̀ Song), est une zone de gouvernement local dans l'État d'Adamawa au Nigeria.

## Source
- (en) Cet article est partiellement ou en totalité issu de l’article de Wikipédia en anglais intitulé « Song, Nigeria » (voir la liste des auteurs).